# 吉沢康一
吉沢 康一（よしざわ こういち　1969年4月15日-）は、日本のスポーツライター。1990年代に浦和レッドダイヤモンズのサポーター集団クレイジー・コールズの中心メンバーとして活動した。埼玉県立川口高等学校、東京経済大学卒業。

## 経歴
埼玉県与野市（現・さいたま市中央区）出身。与野市は隣接する浦和市（現・さいたま市浦和区）と並んでサッカーが盛んだったこともあり少年時代からサッカーに親しむ。同郷の先輩の金子久が所属する古河電気工業サッカー部のファンだったが、怪我が多かったこともあり高校時代で競技生活を引退。
大学在学時に日本プロサッカーリーグ（Jリーグ）発足に併せて三菱自動車工業サッカー部を前身とした浦和レッドダイヤモンズが結成され、1992年9月にJリーグカップが開催されるとサポーターとしての活動を始める。クレイジー・コールズと名付けられた集団を率いてサポーターをまとめ上げ、豊富なアイデアで応援を盛り上げたが、1995年秋に浦和所属の田口禎則とトラブルになったことを契機にサポーターの第一線から退いた。
1996年よりスポーツライターに転身、浦和レッドダイヤモンズや高校サッカーを中心に取材を続けている。代表作に盛岡商業高等学校サッカー部に密着した『じょっぱり魂』、1998 FIFAワールドカップに初出場したサッカー日本代表をサポーターの視点から記した『ぼくたちのW杯―サポーターが見た!フランスへの熱き軌跡』を監修した。またJFA公認C級コーチライセンスを取得しサッカー指導者としても活動している。

## 評価
サポーターとしての活動期間は短かったが、「浦和サポーターの成功には、初期に中心的役割を担ったコールリーダーによる動機付けが大きく影響している」、「功罪相半ばする部分もあるが、吉沢と植田朝日（ウルトラス・ニッポン）と河津亨（IN.FIGHT）の3名がいなければ日本のサポーター文化は10年遅れていただろう」、「Jリーグのサポーターの中で彼らほど、サポーターもスタジアム（劇場）の一部なのだということを自覚しているサポーターはいないだろう（中略）。これこそ、吉沢康一とCCがJリーグ黎明期の、わずか数年の間とはいえ、レッズのゴール裏に種をまき、育んだものと言えるだろう」と評されている。